# Кріса Володимир Богданович
Володимир Богданович Кріса (нар. 20 серпня 1984, с. Великі Гаї, Україна) — український архітектор, майстер паперопластики й 3D моделювання. Співавтор туристично-просвітницького проєкту «Бронзовий Тернопіль» (з 2016).

## Життєпис
Володимир Кріса народився 20 серпня 1984 року у селі Великих Гаях, нині Великогаївської громади Тернопільського району Тернопільської области України.
Навчався у Великогаївській загальноосвітній школі, закінчив Тернопільську українську гімназію імені Івана Франка (2001), Інститут економіки і підприємництва (м. Тернопіль); з 2019 — студент Національного університету «Львівська політехніка» (спеціальність - архітектура та містобудування). Працював менеджером з продажу автомобілів, інженером в інтернет-компанії; з 2018 — в архітектурній майстерні Юрія Вербовецького .
Наукові інтереси та захоплення: географія, всесвітня історія, аматорська астрономія, історія архітектури, архітектурне 3D-моделювання. Гравець інтелектуальних ігор «Що? Де? Коли?» (1999—2001), «Mind Game» (з 2018).

## Творчий доробок
У 2010 захопився 3D моделюванням й паперопластикою. Перші моделі — паперові макети на залізничну тематику — тепловозів, електровозів, паровозів (масштаб 1:87), згодом — визначних архітектурних пам'яток Європи (Ейфелева вежа, Кельнський собор, Храм Святого Сімейства, Собор Василія Блаженного, замок Нойшванштайн, церква Святого Михаїла). 
У 2013 виготовив перші архітектурні макети власної розробки — макет житлового комплексу «Острозький» та макет реконструкції Тернопільського міжнародного аеропорту, після чого перейшов на розробку та виготовлення макетів пам'яток архітектури, головним чином сакральної.
Автор:
- паперових макетів існуючих та втрачених пам'яток м. Тернополя (масштаб 1:100);
  - Парафіяльний костел (2014);
  - Архикатедральний собор (2015);
  - Надставна церква (2016);
  - Стара синагога (2016);
  - Єзуїтський костел (2016);
- паперового макету костелу святого Станіслава в м. Ковель (масштаб 1:100), а також віртуальної 3D-моделі храму.

Співавтор:
- бронзових вуличних макетів в рамках проєкту «Бронзовий Тернопіль»:
  - центральна частина Тернополя поч. ХХ ст. (2016);
  - Парафіяльний костел Матері Божої Неустанної Помочі (2017);
  - Перша державна гімназія ім. Вінцентія Поля (2018);
  - Стара синагога та ринок поч. ХХ ст. (2019);
  - ратуша та карта міста 1925 р. (2020);
  - Тернопіль кінця XVIII ст. з фортифікаційними мережами XVI-XVII ст.
- бронзового макету Луцького замку (2018).

Виставки:
- презентація макету Парафіяльного костелу (Тернопільський обласний художній музей, серпень 2014);
- персональна виставка (Тернопільський обласний краєзнавчий музей, листопад 2014);
- виставка-конкурс масштабних моделей "Lviv Scale Model Fest 2015" (міжнародний аеропорт "Львів", вересень 2015);
- виставка творчих досягнень Великогаївської об'єднаної територіальної громади [3] (Тернопільський обласний краєзнавчий музей, грудень 2016);
- збірна виставка паперового моделювання (Підгорецький замок, серпень 2017)[2].